# Silvio Brabone

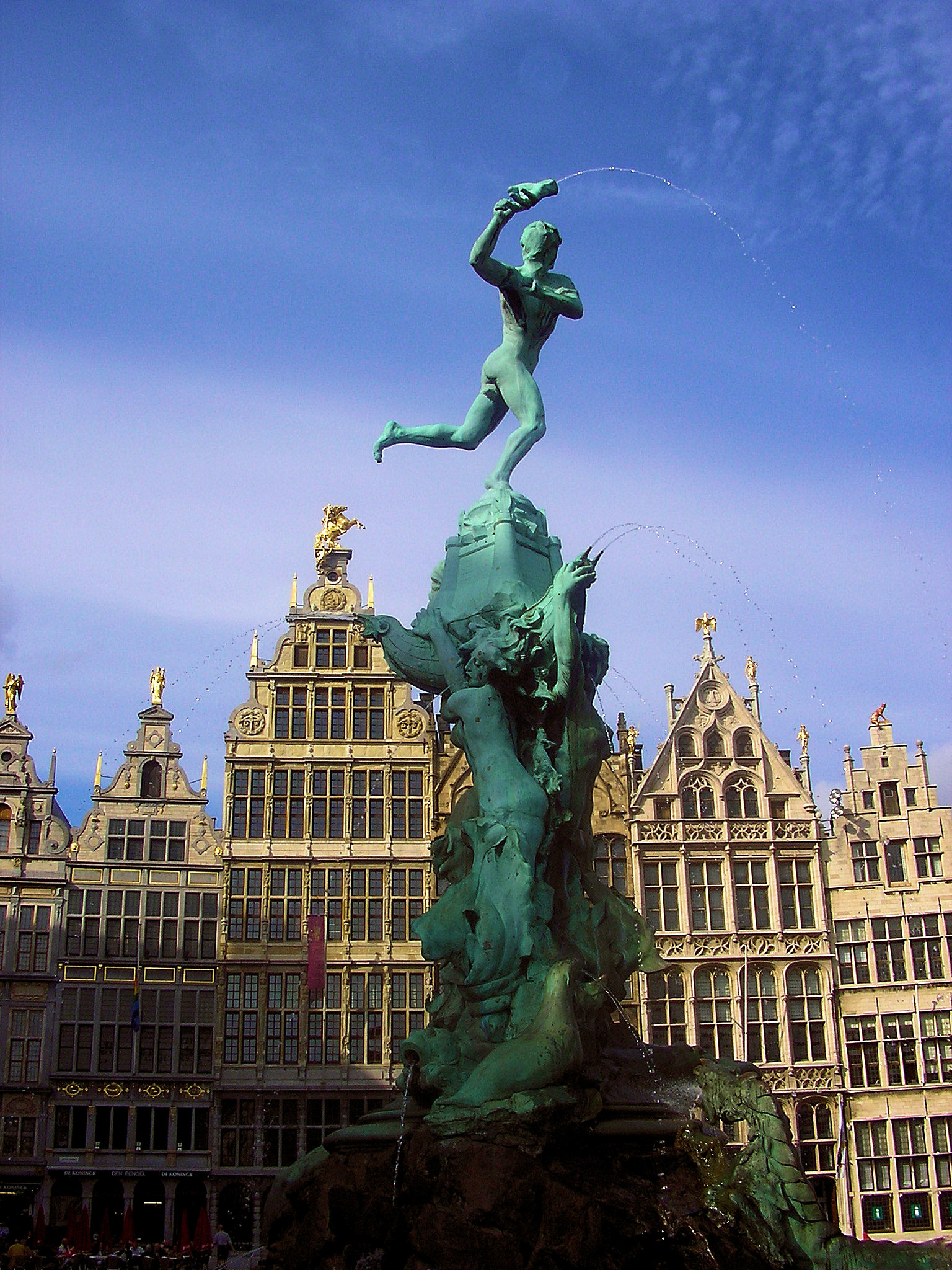
La Fontana di Brabone sul Grote Markt di Anversa.

Silvio Brabone (Silvius Brabo in latino) è il leggendario soldato romano che uccise il gigante Druon Antigoon ad Anversa.

## Leggenda
Il gigante Druon Antigoon chiedeva grossi compensi per concedere il diritto di passaggio sul tratto del fiume Schelda da lui occupato, e a coloro che si rifiutavano tagliava via la mano. Il legionario Brabone uccise il gigante, tranciandogli la mano e gettandola nel fiume. La leggenda è collegata a un'etimologia popolare del nome della città di Anversa, "Antwerpen" in nederlandese, che richiama l'espressione (hand werpen) che significa "lanciare la mano".
La storia di Brabone è una leggenda, ma corrisponde al fatto che l'area fece parte dell'Impero romano a partire dal I secolo a.C.. Gli archeologi hanno inoltre scoperto nei pressi del castello di Steen tracce di un insediamento risalente al I secolo e resti di un sito romano. Sembra quindi che Anversa fosse abitata già molto prima di quanto si fosse pensato fino ad oggi.

## Omaggi
Una statua di Silvio Brabone si trova nella Piazza Grande di Anversa.